# Leštiny
Leštiny és un poble i municipi d'Eslovàquia que es troba a la regió de Žilina, al centre-nord del país. El 2021 tenia 296 habitants.

## Demografia
| Godina             | 1994 | 2004 | 2014    | 2024    |
| ------------------ | ---- | ---- | ------- | ------- |
| Nombre de persones | 225  | 225  | 265     | 308     |
| Diferència         |      | +0%  | +17,77% | +16,22% |

| Godina             | 2023 | 2024   |
| ------------------ | ---- | ------ |
| Nombre de persones | 309  | 308    |
| Diferència         |      | −0,32% |